# Gnypeta boulderensis
Gnypeta boulderensis är en skalbaggsart som beskrevs av Thomas Casey 1911. Gnypeta boulderensis ingår i släktet Gnypeta och familjen kortvingar. Inga underarter finns listade i Catalogue of Life.